# Луїш Нету
Луїш Нету (порт. Luís Carlos Novo Neto; нар. 26 травня 1988, Повуа-ді-Варзін) — португальський футболіст, захисник лісабонського «Спортінга» та національної збірної Португалії.

## Клубна кар'єра
Народився 26 травня 1988 року в місті Повуа-ді-Варзін. Вихованець футбольної школи клубу «Варзім». Дорослу футбольну кар'єру розпочав 2006 року в основній команді того ж клубу, в якій провів п'ять сезонів, взявши участь у 52 матчах чемпіонату.
Своєю грою за цю команду привернув увагу представників тренерського штабу клубу «Насьонал», до складу якого приєднався 2011 року. Відіграв за клуб Фуншала наступний сезон своєї ігрової кар'єри. Більшість часу, проведеного у складі «Насьонала», був основним гравцем захисту команди.
2012 року уклав контракт з італійською «Сієною», у складі якої провів наступний рік своєї кар'єри гравця.
До складу «Зеніта» приєднався 2013 року.

## Виступи за збірні
Протягом 2008—2010 років залучався до складу молодіжної збірної Португалії. На молодіжному рівні зіграв у 10 офіційних матчах, забив 1 гол.
2013 року дебютував в офіційних матчах у складі національної збірної Португалії. Наразі провів у формі головної команди країни 19 матчів.
| Дата       | Місто            | Господарі  | Результат  | Гості             | Турнір                                       | Голи | Примітки |
| ---------- | ---------------- | ---------- | ---------- | ----------------- | -------------------------------------------- | ---- | -------- |
| 06-02-2013 | Гімарайнш        | Португалія | 2 – 3      | Еквадор           | товариський матч                             | -    |          |
| 07-06-2013 | Лісабон          | Португалія | 1 – 0      | Росія             | Відбір до ЧС 2014                            | -    | 88'      |
| 14-08-2013 | Фару             | Португалія | 1 – 1      | Нідерланди        | товариський матч                             | -    | 82'      |
| 10-09-2013 | Фоксборо         | Бразилія   | 3 – 1      | Португалія        | товариський матч                             | -    | 46'      |
| 15-10-2013 | Коїмбра          | Португалія | 3 – 0      | Люксембург        | Відбір до ЧС 2014                            | -    |          |
| 05-03-2014 | Лейрія           | Португалія | 5 – 1      | Камерун           | товариський матч                             | -    |          |
| 31-05-2014 | Лісабон          | Португалія | 0 – 0      | Греція            | товариський матч                             | -    | 89'      |
| 06-06-2014 | Фоксборо         | Мексика    | 0 – 1      | Португалія        | товариський матч                             | -    | 79'      |
| 10-06-2014 | Іст-Ратерфорд    | Ірландія   | 1 – 5      | Португалія        | товариський матч                             | -    | 65'      |
| 11-10-2015 | Белград          | Сербія     | 1 – 2      | Португалія        | Відбір до ЧЄ 2016                            | -    | 46'      |
| 17-11-2015 | Люксембург       | Люксембург | 0 – 2      | Португалія        | товариський матч                             | -    |          |
| 28-03-2017 | Фуншал           | Португалія | 2 – 3      | Швеція            | товариський матч                             | -    |          |
| 03-06-2017 | Ешторіл          | Португалія | 4 – 0      | Кіпр              | товариський матч                             | -    |          |
| 02-07-2017 | Москва           | Португалія | 2 – 1 д.ч. | Мексика           | Кубок Конфедерацій 2017 - матч за 3-тє місце | -    |          |
| 07-10-2017 | Андорра-ла-Велья | Андорра    | 0 – 2      | Португалія        | Відбір до ЧС 2018                            | -    |          |
| 10-11-2017 | Візеу            | Португалія | 3 – 0      | Саудівська Аравія | товариський матч                             | -    |          |
| 14-11-2017 | Лейрія           | Португалія | 1 – 1      | США               | товариський матч                             | -    | 10'      |
| 26-03-2018 | Женева           | Португалія | 0 – 3      | Нідерланди        | товариський матч                             | -    | 46'      |
| 14-10-2018 | Глазго           | Шотландія  | 1 – 3      | Португалія        | товариський матч                             | -    |          |
| Усього     |                  | Матчів     | 19         |                   | Голів                                        | 0    |          |

## Титули і досягнення
- Чемпіон Росії (2):

«Зеніт»: 2014-15, 2018-19
- Володар Кубка Росії (1):

«Зеніт»: 2015-16
- Володар Суперкубка Росії (2):

«Зеніт»: 2015, 2016
- Володар Кубка португальської ліги (2):

«Спортінг»: 2020-21, 2021-22
- Чемпіон Португалії (2):

«Спортінг»: 2020-21, 2023-24
- Володар Суперкубка Португалії (1):

«Спортінг»: 2021